# Elvis Stojko
Elvis Stojko (Newmarket, Ontário, 22 de março de 1972) é um ex-patinador artístico canadense. Ele conquistou duas medalhas de prata olímpica em 1994 e 1998, e conquistou seis medalhas em campeonatos mundiais.

## Principais resultados
| Resultados                                                                             | Resultados       | Resultados       | Resultados        | Resultados        | Resultados       | Resultados      | Resultados        | Resultados      | Resultados       | Resultados        | Resultados        | Resultados    | Resultados       |
| Internacional                                                                          | Internacional    | Internacional    | Internacional     | Internacional     | Internacional    | Internacional   | Internacional     | Internacional   | Internacional    | Internacional     | Internacional     | Internacional | Internacional    |
| Evento/Temporada                                                                       | 1989– 1990       | 1990– 1991       | 1991– 1992        | 1992– 1993        | 1993– 1994       | 1994– 1995      | 1995– 1996        | 1996– 1997      | 1997– 1998       | 1998– 1999        | 1999– 2000        | 2000– 2001    | 2001– 2002       |
| -------------------------------------------------------------------------------------- | ---------------- | ---------------- | ----------------- | ----------------- | ---------------- | --------------- | ----------------- | --------------- | ---------------- | ----------------- | ----------------- | ------------- | ---------------- |
| Jogos Olímpicos                                                                        |                  |                  | 7.º               |                   | Medalha de prata |                 |                   |                 | Medalha de prata |                   |                   |               | 8.º              |
| Campeonato Mundial                                                                     | 9.º              | 6.º              | Medalha de bronze | Medalha de bronze | Medalha de ouro  | Medalha de ouro | 4.º               | Medalha de ouro | WD               | 4.º               | Medalha de prata  | 10.º          |                  |
| Campeonato dos Quatro Continentes                                                      |                  |                  |                   |                   |                  |                 |                   |                 |                  | Medalha de bronze | Medalha de ouro   |               |                  |
| GP Grand Prix Final                                                                    |                  |                  |                   |                   |                  |                 | Medalha de prata  | Medalha de ouro | Medalha de prata |                   | Medalha de prata  |               |                  |
| GP NHK Trophy                                                                          |                  |                  | Medalha de prata  |                   |                  | Medalha de ouro | Medalha de ouro   |                 |                  |                   |                   | WD            |                  |
| GP Skate America                                                                       |                  | 8.º              |                   |                   |                  |                 |                   |                 |                  | 4.º               | Medalha de bronze |               |                  |
| GP Skate Canada International                                                          |                  |                  | Medalha de ouro   | Medalha de ouro   |                  | Medalha de ouro |                   | Medalha de ouro | Medalha de ouro  | Medalha de prata  | Medalha de prata  |               | Medalha de prata |
| GP Sparkassen Cup on Ice                                                               |                  |                  |                   |                   |                  | Medalha de ouro |                   |                 | Medalha de ouro  |                   |                   |               | 6.º              |
| GP Trophée Lalique                                                                     |                  |                  |                   |                   |                  |                 | Medalha de bronze | WD              |                  |                   |                   |               |                  |
| Karl Schäfer Memorial                                                                  | Medalha de prata |                  |                   |                   |                  |                 |                   |                 |                  |                   |                   |               |                  |
| Piruetten                                                                              |                  |                  |                   |                   | Medalha de ouro  |                 |                   |                 |                  |                   |                   |               |                  |
| Nacional                                                                               |                  |                  |                   |                   |                  |                 |                   |                 |                  |                   |                   |               |                  |
| Campeonato Canadense                                                                   | Medalha de prata | Medalha de prata | Medalha de prata  | Medalha de prata  | Medalha de ouro  |                 | Medalha de ouro   | Medalha de ouro | Medalha de ouro  | Medalha de ouro   | Medalha de ouro   |               | Medalha de ouro  |
|                                                                                        |                  |                  |                   |                   |                  |                 |                   |                 |                  |                   |                   |               |                  |
| Legenda: GP = Grand Prix; WD = Abandonou; Competição não foi disputada nesta temporada |                  |                  |                   |                   |                  |                 |                   |                 |                  |                   |                   |               |                  |